# Yezophora totsozana
Yezophora totsozana är en insektsart som beskrevs av Matsumura 1942. Yezophora totsozana ingår i släktet Yezophora och familjen spottstritar. Inga underarter finns listade i Catalogue of Life.